# Éditions Édilivre
Les éditions Édilivre (graphié Edilivre) sont une maison d'édition française créée en 2000 à Paris. Membre du Syndicat national de l'édition (SNE) depuis sa création, Édilivre se définit comme une « maison d’édition communautaire » regroupant au travers d'un réseau de clubs régionaux environ 15 000 auteurs et propose à ce titre des prestations d'édition à compte d'auteur.

## Principe
Édilivre est une des maisons d'édition du groupe Nombre7. Elle s'appuie sur une communauté de plus de 15 000 auteurs par le biais de 27 clubs d'auteurs en Europe (dans chaque région de France métropolitaine, en Belgique, en Suisse), en Amérique du Nord (Canada, États-Unis) et en Afrique (République du Congo, Gabon, Cameroun, Côte d'Ivoire),.
Les livres sont disponibles soit en version numérique soit sur support papier en impression à la demande. En collaboration avec la Bibliothèque nationale de France, elles proposent aussi l'impression d'ouvrages épuisés, disponibles sur Gallica.
La maison d'édition se présente comme différente de l'édition à compte d'auteur. Elle propose de nombreux services payants pour les auteurs qui le souhaitent : relecture, écriture du résumé, couverture personnalisée, évaluations de lecteurs…, Un  article d'Antoine Oury qualifie Édilivre de « société d'autopublication ». Un article des Échos de Fanny Guyomard parle de « maison d'autoédition ».

## Sélection des manuscrits et concours
La sélection des manuscrits se fait par dépôt numérique, aucun dépôt papier n'est étudié : à la différence d'autres maisons d'édition qui pratiquent généralement le protocole inverse. Le comité de lecture, après sélection du manuscrit, le renvoie aux services éditoriaux qui assurent son référencement (ISBN), sa mise en page et sa distribution, gratuitement. Certains ouvrages sont promus aux frais de l'éditeur, s'ils sont "coups de coeur", à la manière du secteur éditorial classique.
La maison propose également des concours dont "48H pour écrire", depuis 2012, afin de déceler des talents littéraires dits "pépites brutes" car les contraintes y sont nombreuses.

## Catalogue
Depuis leur origine, les éditions Édilivre ont publié plus de 30 000 ouvrages dans tous les domaines (romans, essais, mémoires, livres professionnels...) en version française ou bilingue, avec des illustrations ou non. Elles ont un classement thématique et par genres des ouvrages, ainsi que quatre collections : « Tremplin », « Universitaire », « Classique », et « Coup de cœur ».